# Лёринц II Аба
Лёринц (Лаврентий) (II) Аба (венг. Aba nembeli (II.) Lőrinc; умер после 1290 года) — венгерский дворянин 13 века, трижды служившим мастером казначейства при дворе короля Венгрии Ласло IV Куна (1279—1280, 1280—1281, 1284—1285). Он был родоначальником дворянского рода Атынаи, процветавшего до середины 15 века.

## Семья
Лёринц II родился в ветви Атьина-Гадь (или также Ньек) могущественного рода (клана) Аба. В генеалогии ветвь была названа в честь Атыны (современный Вочин, Хорватия), приобретения и одноименного поместья сыновей Лёринца. Он был единственным известным сыном своего отца-тезки, который был верным сторонником венгерского короля Белы IV. За свою верность и военную службу Лоуренсу I были пожалованы крупные земельные владения в комитате Шопрон.

## Карьера
В исторических документах он также назывался Лёринцом из Ньека или Лёринцом из Шопрона по месту его проживания. Впервые он появляется в источниках в 1279 году, когда пожертвовал поместье Лимпах цистерцианскому аббатству Клостермариенберг (Борсмоностор, сегодня часть Маннерсдорф-ан-дер-Рабниц, Австрия) для духовного спасения своего покойного отца, который был похоронен в монастыре. Лёринц II считался верным доверенным лицом Ласло IV и его матери, вдовствующей королевы Елизаветы Куманской. Согласно списку заслуг, изданному ею в 1290 году, Лаврентий обычно «самоотверженно предоставлял свое имущество королю» и несколько раз вел переговоры за границей за свой счет в качестве посланника Ласло. Он был назначен магистром казначейства в декабре 1279 года, когда Ласло IV Кун заключил в тюрьму папского легата Филиппа Фермо и реорганизовал королевский совет, чтобы заполнить сановные должности своими верными сторонниками, в том числе Петером Тетени и Апором Печом рядом с Лёринцом. Однако впоследствии сам Ласло также был захвачен некоторыми баронами. Менее чем через два месяца и легат, и король были освобождены. Вполне вероятно, что Лёринц сохранял свой пост до весны 1280 года, когда Угрин Чак вернул себе позицию в соответствии с соглашением и примирением между королем и самыми могущественными баронами . Когда Ласло IV Кун вернул себе некоторое пространство для маневра, он снова служил магистром казначейства примерно с июля 1280 по апрель 1281 года, но в конечном итоге его заменил его дальний родственник Петер Аба из более влиятельной ветви Сеплак.
С начала 1280-х годов могущественная семья Кёсеги постепенно расширила свое влияние на комитат Шопрон, включая регион Локсманд, где находилась большая часть земель Лёринца. По словам венгерского историка Дьюлы Кристо, Иван Кёсеги подчинил себе весь комитат Шопрон и присоединил его к своей формирующейся олигархической провинции к 1285 году, когда несколько местных дворян были упомянуты как его фамильяры. Когда Николас Кёсеги пожертвовал землю аббатству Клостермариенберг в 1285 году, Лёринц Аба, среди прочих (например, Симон Надьмартони), выступил в качестве свидетеля и был назван «cari nostri» («наш дорогой»), отражая его политическую преданность, поскольку к тому времени он был вынужден поступить на службу к Кёсеги . Кёсеги вновь заняли свои посты в королевском совете в 1284 году. Лёринц Аба в третий раз занимал пост магистра казначейства с 1284 по 1285 год, до самого последнего восстания Кёсеги против короля Ласло IV. Кроме того, в 1285 году он также служил ишпаном комитата Шарош.
Непрерывные грабительские набеги Ивана Кёсеги на Австрию и Штирию привели к широкомасштабной войне в 1289 году, когда Альберт I Габсбург, герцог Австрийский, начал масштабную королевскую кампанию со своей 15-тысячной армией против Кёсеги и их фамильяров. Австрийцы захватили не менее 30 крепостей и поселений вдоль западных границ, в том числе три замка Лаврентия Абы, Лансер, Ньек и Локсманд (современные Ландзе, Неккенмаркт и Луцмансбург в Австрии соответственно), потому что Лёринц и его бандерия отказался присоединиться к австрийской армии, чтобы победить семью Кёсеги. Наемники герцога Альберта Австрийского полностью сожгли и опустошили форт Ньек, резиденцию Лёринца, а его жители были заключены в тюрьму и отправлены в Австрию весной 1289 года. Замок Ньек так и не был восстановлен. За его верность королева Елизавета Куманская с согласия своего сына Ласло IV подарила ему аббатство Сентмартон в комитате Вировитица в 1290 году. В своем документе королева назвала Лоуренса своим «дорогим родственником» (" cognatus carissimus ") и обосновывала дарение не только заслугами, но и родством («ratio proximitatis»). Специалист по генеалогии Мор Вертнер утверждал, что Лёринц женился на одном из половецких родственников королевы Елизаветы. Король Ласло IV Кун был убит несколько месяцев спустя. Лёринц Аба поклялся в верности Андрашу III и получил земли в комитате Крижевци от нового венгерского монарха. Эти приобретения в Славонии стали основой направления экспансии его потомков, кроме того, его семья успешно вернула Лансера после королевской кампании Андрея против Австрии. Лёринц Аба умер где-то после 1290 года.
От брака с неустановленной (половецкой?) дамой у него было четыре сына: Николас I, Янош I, Якаб и Петер I . Во время междуцарствия они поддержали притязания на венгерский престол Карла-Роберта, будущего короля Карла I. Николас I женился на одной из дочерей некогда могущественного барона Эгида Моносло. Благодаря этой свадьбе братья приобрели владение Дарноц (сегодня Слатински Дреновац в Хорватии) и Атьину, а после ожесточенной борьбы с Кёсеги стали предками семьи Атынаи (1317 г.), которая процветала до 1430-х годов.